# Spurmaß
Das Spurmaß ist der Abstand zwischen den beiden Spurkranzflanken eines Radsatzes beziehungsweise zweier korrespondierenden Losräder von Schienenfahrzeugen.
Gemessen wird das Spurmaß 10 mm über dem Laufkreis. Bei einem Normalspur-Radsatz beträgt das Spurmaß zwischen 1410 und 1426 mm. Das Spurspiel gibt an,  wie weit der Radsatz von der Berührung des Spurkranzes an der linken Schiene bis zur Berührung des Spurkranzes an der rechten Schiene verschoben werden kann.
Zwischen Spurmaß und Spurweite besteht folgender Zusammenhang:
Spurweite = Spurmaß + Spurspiel − 1 mm
Die Differenz von ca. einem Millimeter rührt daher, dass Spurmaß und Spurweite nicht auf derselben Höhe gemessen werden.